# Municipio de Collyer
El municipio de Collyer (en inglés: Collyer Township) es un municipio ubicado en el condado de Trego en el estado estadounidense de Kansas. En el año 2010 tenía una población de 312 habitantes y una densidad poblacional de 0,6 personas por km².

## Geografía
El municipio de Collyer se encuentra ubicado en las coordenadas 38°59′8″N 100°3′32″O / 38.98556, -100.05889. Según la Oficina del Censo de los Estados Unidos, el municipio tiene una superficie total de 517.44 km², de la cual 517,34 km² corresponden a tierra firme y (0,02 %) 0,09 km² es agua.

## Demografía
Según el censo de 2010, había 312 personas residiendo en el municipio de Collyer. La densidad de población era de 0,6 hab./km². De los 312 habitantes, el municipio de Collyer estaba compuesto por el 99,68 % blancos y el 0,32 % eran de una mezcla de razas. Del total de la población el 0,96 % eran hispanos o latinos de cualquier raza.